# 檜町

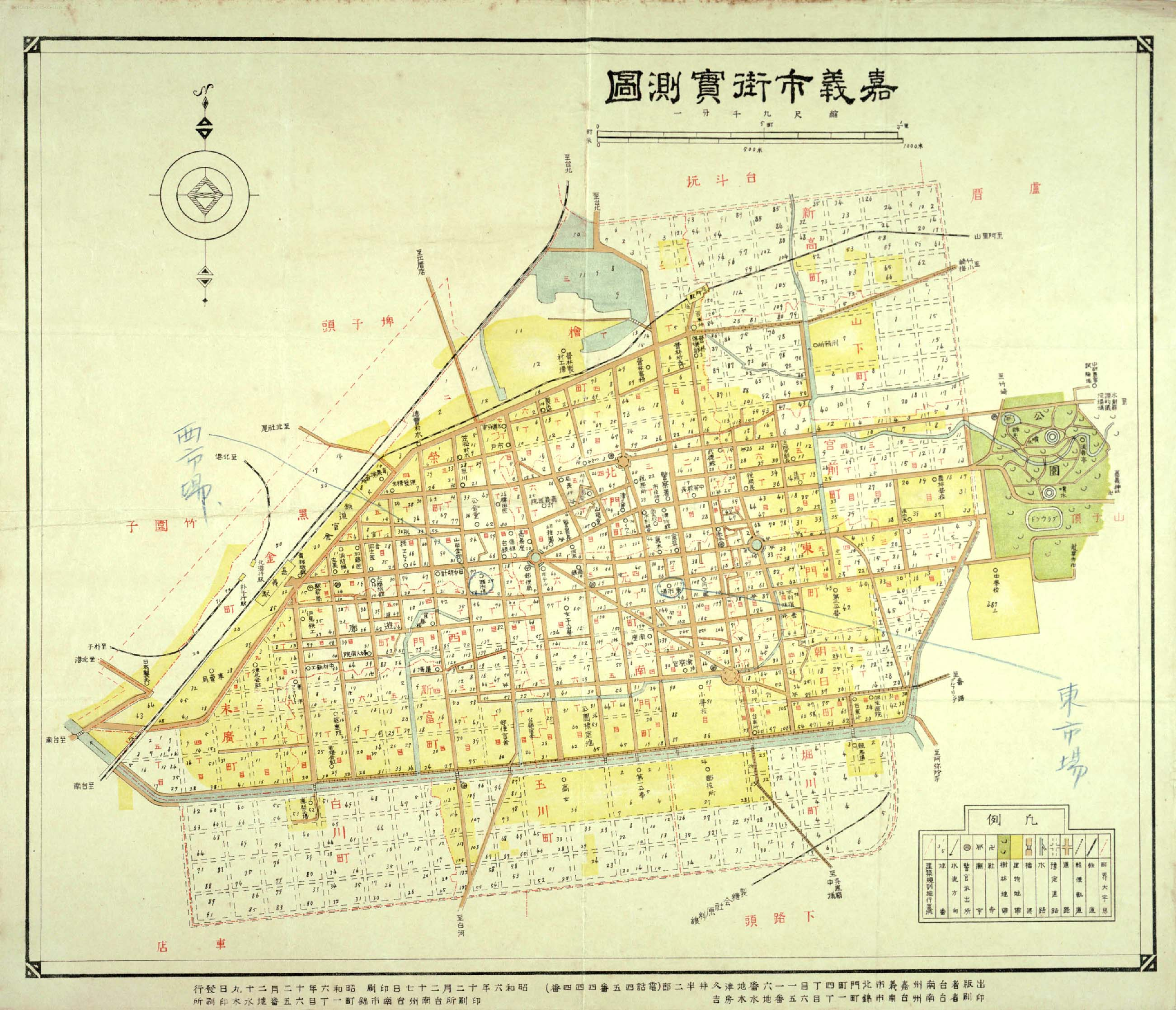
1931年嘉義市街圖

檜町是台南州嘉義市於台灣日治時代1930年至1945年之行政區（現隸屬於嘉義市東區），分為一至七丁目，位在嘉義市區北側，大致為縱貫線鐵路、共和路、民權路、國華街之間的地區，地籍檜段一小段至七小段、雲檜段西側之範圍。其因阿里山的紅檜在町內的工場製成木材而得名，該工場即台灣總督府營林所的嘉義製材所，其規模之大在當時號稱東洋第一。
檜町及周邊一帶從日治時代至戰後都是嘉義木材產業的聚集地，但因1960年代阿里山林業資源枯竭而隨之沒落。

## 町內設施
- 北門驛
- 營林所嘉義製材所
- 營林所宿舍（檜意森活村）
- 營林所嘉義出張所
- 營林所俱樂部
- 嘉義水道分室
- 嘉義市尹官舍
- 最上稻荷神社[1]